# 손사막
손사막(孫思邈, 생년 미상 ~ 682년)은 중국 산시성 (섬서성)에서 태어나 당나라 때 도사, 의사, 연금술사, 의학자로 활동하였다. 《천금요방(千金要方)》과 《천금익방(千金翼方)》의 저자로, 의술이 대단하여 약신(藥神), 약왕(藥王)이라 불렸다. 도가에 몰두하기도 하였다.